# Centro Olimpico di Castel Gandolfo
Il Centro di Alta Preparazione Olimpica e Paralimpica di Castel Gandolfo, noto come Centro Federale di Castel Gandolfo, è un centro sportivo di Castel Gandolfo, di proprietà pubblica e dato in concessione alla Federazione Italiana Canoa Kayak. Realizzato per i Giochi della XVII Olimpiade disputati a Roma nel 1960, l'impianto ha ospitato tutte le prove di canoa/kayak e di canottaggio; furono installate tribune provvisorie per l'evento, per una capienza totale di 10 000 spettatori.